# Nati nel 2000/Giugno
| Questa pagina contiene informazioni ricavate automaticamente dalle voci biografiche con l'ausilio del template Bio e di un bot. L'aggiornamento è periodico e automatico e ricostruisce completamente la pagina. Se manca una persona in questa lista, sei pregato di non aggiungerla, ma accertati piuttosto che la sua voce biografica contenga il template Bio e che i dati anagrafici siano correttamente compilati. Se il template Bio manca, inseriscilo tu stesso o, in alternativa, metti l'avviso {{tmp\|Bio}} che ne segnala la mancanza. Se i dati riportati sono sbagliati, correggi direttamente la voce biografica; le modifiche saranno visibili in questa lista entro pochi giorni. Per chiarimenti vedi il progetto biografie. La lista contiene solo le 337 persone che sono citate nell'enciclopedia e per le quali è stato implementato correttamente il template Bio. Pagina aggiornata al 10 ago 2025. |

- 1º giugno - Ali Adem, calciatore macedone
- 1º giugno - Shavy Babicka, calciatore gabonese
- 1º giugno - Juan José Cáceres, calciatore paraguaiano
- 1º giugno - Ricardo Feller, pilota automobilistico svizzero
- 1º giugno - Bret Halsey, calciatore statunitense
- 1º giugno - Sofia Hublitz, attrice statunitense
- 1º giugno - Xavier Hutchinson, giocatore di football americano statunitense
- 1º giugno - Ishan Kort, calciatore olandese
- 1º giugno - Ludovit Reis, calciatore olandese
- 1º giugno - Willow Shields, attrice statunitense
- 1º giugno - Casper Tengstedt, calciatore danese
- 1º giugno - Mark Watts, cestista statunitense
- 1º giugno - Tomoe Hvas, ex nuotatore norvegese
- 1º giugno - Ekaterina Šalimova, tennista russa
- 2 giugno - Pedro Campos, calciatore cileno
- 2 giugno - Idekel Domínguez, calciatore messicano
- 2 giugno - Michelle Heimberg, tuffatrice svizzera
- 2 giugno - Lilimar Hernandez, attrice venezuelana
- 2 giugno - Jay Idzes, calciatore olandese
- 2 giugno - Tommy Iva, calciatore malgascio
- 2 giugno - Elian Lehto, sciatore alpino finlandese
- 2 giugno - Seraina Piubel, calciatrice svizzera
- 2 giugno - Manolo Portanova, calciatore italiano
- 2 giugno - Richard Ríos, calciatore colombiano
- 2 giugno - Nahuel Suárez, calciatore uruguaiano
- 2 giugno - Tommy Tremble, giocatore di football americano statunitense
- 2 giugno - Catharina Weiss, sciatrice alpina e cestista tedesca
- 3 giugno - Jahor Bahamol'ski, calciatore bielorusso
- 3 giugno - Salim Diakité, calciatore francese
- 3 giugno - Daryl Dike, calciatore statunitense
- 3 giugno - Lucas González, calciatore argentino
- 3 giugno - Racheal Kundananji, calciatrice zambiana
- 3 giugno - Beabadoobee, cantautrice filippina
- 3 giugno - Lee June-seo, pattinatore di short track sudcoreano
- 3 giugno - Oliwer Magnusson, sciatore freestyle svedese
- 3 giugno - Andrzej Pluta, cestista polacco
- 3 giugno - Alison dos Santos, ostacolista brasiliano
- 3 giugno - Vladyslava Vološyna, cestista ucraina
- 3 giugno - David Walker, giocatore di football americano statunitense
- 4 giugno - Nicolò Dellosto, cestista italiano
- 4 giugno - Michal Kohút, calciatore ceco
- 4 giugno - Alidu Seidu, calciatore ghanese
- 5 giugno - Thea Bjelde, calciatrice norvegese
- 5 giugno - Pablo García Carrasco, calciatore spagnolo
- 5 giugno - DeMarcco Hellams, giocatore di football americano statunitense
- 5 giugno - Evidence Makgopa, calciatore sudafricano
- 5 giugno - Kate Martin, cestista statunitense
- 5 giugno - Pierre Kalulu, calciatore francese
- 5 giugno - Kelvin Pires, calciatore capoverdiano
- 5 giugno - Rita Schumacher, calciatrice tedesca
- 6 giugno - Leonardo Benedetti, calciatore italiano
- 6 giugno - Cat Burns, cantante britannica
- 6 giugno - Artūr Dolžnikov, calciatore lituano
- 6 giugno - Brandon Dominguès, calciatore francese
- 6 giugno - Sara El Hachimi, velocista marocchina
- 6 giugno - Hampus Finndell, calciatore svedese
- 6 giugno - Jesús Garza, calciatore messicano
- 6 giugno - Edmilson Correia, calciatore guineense
- 6 giugno - BabyTron, rapper statunitense
- 6 giugno - Bogdan Racovițan, calciatore rumeno
- 6 giugno - James Sands, calciatore statunitense
- 6 giugno - Saikou Touray, calciatore gambiano
- 6 giugno - Vaundy, cantante giapponese
- 6 giugno - Evans Yamoah, altista ghanese
- 7 giugno - Leroy Abanda, calciatore francese
- 7 giugno - Spencer Anderson, giocatore di football americano statunitense
- 7 giugno - Siro Rosané, calciatore argentino
- 7 giugno - Gina Chmielinski, calciatrice tedesca
- 7 giugno - Roberto Fernández Urbieta, calciatore paraguaiano
- 7 giugno - Paul Joly, calciatore francese
- 7 giugno - Wille Karhumaa, combinatista nordico finlandese
- 7 giugno - Khaled Mohammed, calciatore qatariota
- 7 giugno - Tobias Lawal, calciatore austriaco
- 7 giugno - Lucrezia Ruggiero, nuotatrice artistica italiana
- 7 giugno - Ayumu Seko, calciatore giapponese
- 7 giugno - Ėduard Spercjan, calciatore russo
- 7 giugno - Martin Trnovský, calciatore slovacco
- 7 giugno - Nicolás Zedán, calciatore cileno
- 8 giugno - Ruslan Apekov, calciatore russo
- 8 giugno - Tyson Bagent, giocatore di football americano statunitense
- 8 giugno - Finn Ole Becker, calciatore tedesco
- 8 giugno - Alejandro Cantero, calciatore spagnolo
- 8 giugno - Jaelyn Duncan, giocatore di football americano statunitense
- 8 giugno - Imanol García de Albéniz, calciatore spagnolo
- 8 giugno - Christian Izien, giocatore di football americano statunitense
- 8 giugno - Sebastian Jørgensen, calciatore danese
- 8 giugno - Sophia Laukli, fondista statunitense
- 8 giugno - Aleksandru Longher, calciatore rumeno
- 8 giugno - Harry Nach, cantante e rapper cileno
- 8 giugno - Pablo Ortíz, calciatore colombiano
- 8 giugno - Ölziisaikhany Pürevsüren, lottatrice mongola
- 8 giugno - Charlotte Lawrence, cantautrice e modella statunitense
- 8 giugno - Simone Stefanì, nuotatore italiano
- 8 giugno - Magnus Warming, calciatore danese
- 8 giugno - Cameron Young, giocatore di football americano statunitense
- 8 giugno - Agate de Sousa, lunghista e velocista saotomense
- 8 giugno - Jan Paul van Hecke, calciatore olandese
- 9 giugno - Sofiane Diop, calciatore marocchino
- 9 giugno - Ruslan Fiščenko, calciatore russo
- 9 giugno - Laurie Hernandez, ginnasta statunitense
- 9 giugno - Diego Lainez Leyva, calciatore messicano
- 9 giugno - Terrace Marshall Jr., giocatore di football americano statunitense
- 9 giugno - Rondale Moore, giocatore di football americano statunitense
- 9 giugno - Uche Sabastine, calciatore nigeriano
- 9 giugno - Tyrese Shade, calciatore nevisiano
- 9 giugno - Kody Stattmann, cestista australiano
- 9 giugno - Gábor Szalai, calciatore ungherese
- 9 giugno - Wellboy, cantante ucraino
- 9 giugno - Conrad Wallem, calciatore norvegese
- 9 giugno - Karim Zedadka, calciatore algerino
- 10 giugno - Connor Howe, pattinatore di velocità su ghiaccio canadese
- 10 giugno - Andrej Martjuk, cestista russo
- 10 giugno - Balša Popović, calciatore montenegrino
- 10 giugno - Malavath Purna, alpinista indiana
- 10 giugno - Stipe Radić, calciatore croato
- 10 giugno - Dylan Ryan, calciatore australiano
- 10 giugno - Deividas Sirvydis, cestista lituano
- 10 giugno - Matej Vuk, calciatore croato
- 10 giugno - JT Woods, giocatore di football americano statunitense
- 11 giugno - Emil Breivik, calciatore norvegese
- 11 giugno - Annarah Cymone, attrice statunitense
- 11 giugno - Théo Fonseca, calciatore portoghese
- 11 giugno - Orlando Gill, calciatore paraguaiano
- 11 giugno - Leigh Hoffman, pistard australiano
- 11 giugno - Josip Mitrović, calciatore croato
- 11 giugno - Oleksandr Syrota, calciatore ucraino
- 11 giugno - Camilla Weitzel, pallavolista tedesca
- 12 giugno - Darius Bazley, cestista statunitense
- 12 giugno - Ole Didrik Blomberg, calciatore norvegese
- 12 giugno - Amari Burney, giocatore di football americano statunitense
- 12 giugno - Olga Carmona, calciatrice spagnola
- 12 giugno - Hlín Eiríksdóttir, calciatrice islandese
- 12 giugno - Imane Laurence, attrice francese
- 12 giugno - Helena Rosendahl Bach, nuotatrice danese
- 12 giugno - Cade Stover, giocatore di football americano statunitense
- 12 giugno - Lars Traber, calciatore liechtensteinese
- 12 giugno - Xie Yu, tiratore a segno cinese
- 13 giugno - Juan Pablo Barinaga, calciatore argentino
- 13 giugno - Jonna Dahlberg, calciatrice svedese
- 13 giugno - Ding Hao, goista cinese
- 13 giugno - Omar Jamaleddine, cestista statunitense
- 13 giugno - Jalen Lecque, cestista statunitense
- 13 giugno - Marcos Antônio, calciatore brasiliano
- 13 giugno - João Marcelo, calciatore brasiliano
- 13 giugno - Penny Oleksiak, nuotatrice canadese
- 13 giugno - Daniella Perkins, attrice statunitense
- 13 giugno - Hunter Tyson, cestista statunitense
- 13 giugno - Hotboii, rapper statunitense
- 14 giugno - Isaac Atanga, calciatore ghanese
- 14 giugno - R.J. Barrett, cestista canadese
- 14 giugno - Nils Brun, ciclista su strada e mountain biker svizzero
- 14 giugno - Tony 2Milli, rapper e produttore discografico italiano
- 14 giugno - Thomas Buitink, calciatore olandese
- 14 giugno - Naomi Girma, calciatrice statunitense
- 14 giugno - Christoph Klarer, calciatore austriaco
- 14 giugno - Godson Kyeremeh, calciatore francese
- 14 giugno - Haik Martirosyan, scacchista armeno
- 14 giugno - Asa Miller, sciatore alpino filippino
- 14 giugno - Oliver Strunz, calciatore austriaco
- 14 giugno - Walter Tandazo, calciatore peruviano
- 14 giugno - Harrison Wood, ciclista su strada britannico
- 15 giugno - Mohamed Al-Taay, calciatore iracheno
- 15 giugno - Chen Qirui, goista taiwanese
- 15 giugno - Payne Durham, giocatore di football americano statunitense
- 15 giugno - Ivan Krajčírik, calciatore slovacco
- 15 giugno - Jérémie Makiese, cantante belga
- 15 giugno - Mary Moraa, mezzofondista e velocista keniota
- 15 giugno - Victor Steeman, pilota motociclistico olandese († 2022)
- 15 giugno - Lukas Tulovic, pilota motociclistico tedesco
- 15 giugno - Daisuke Yokota, calciatore giapponese
- 16 giugno - Bianca Andreescu, tennista canadese
- 16 giugno - Alan Di Pippa, calciatore argentino
- 16 giugno - C.J. Elleby, cestista statunitense
- 16 giugno - Lucas Agustín Ferreira Zagas, calciatore uruguaiano
- 16 giugno - Sævar Atli Magnússon, calciatore islandese
- 16 giugno - Azeez Ojulari, giocatore di football americano statunitense
- 16 giugno - Luca Petrasso, calciatore canadese
- 16 giugno - Lilian Rao-Lisoa, calciatore francese
- 16 giugno - Lucas Eduardo Ribeiro de Souza, calciatore brasiliano
- 16 giugno - Riley Sheehan, ciclista su strada statunitense
- 16 giugno - Henrique Lordelo, calciatore brasiliano
- 16 giugno - Olaoluwatomi Taiwo, cestista statunitense
- 16 giugno - Tay-K, rapper e criminale statunitense
- 16 giugno - Alex Wyse, cantautore italiano
- 16 giugno - Ye Yifei, pilota automobilistico cinese
- 17 giugno - Odessa A'zion, attrice statunitense
- 17 giugno - Giulia Bongiorno, cestista italiana
- 17 giugno - Gustavo Carvajal, calciatore colombiano
- 17 giugno - Weronika Falkowska, tennista polacca
- 17 giugno - Ghailene Khattali, canoista tunisino
- 17 giugno - Umito Kirchwehm, snowboarder tedesco
- 17 giugno - Jota Gonçalves, calciatore portoghese
- 17 giugno - Karina Ol'chovik, calciatrice bielorussa
- 17 giugno - Juan Ignacio Pacchini, calciatore argentino
- 17 giugno - Masai Russell, ostacolista statunitense
- 17 giugno - Yuto Takeshita, lottatore giapponese
- 18 giugno - Nicolás García, nuotatore spagnolo
- 18 giugno - Maor Levi, calciatore israeliano
- 18 giugno - Eyaggelos Makrygiannis, nuotatore greco
- 18 giugno - Thomas Aasen Markeng, saltatore con gli sci norvegese
- 18 giugno - Trey Murphy, cestista statunitense
- 18 giugno - Ibrahim Mustapha, calciatore ghanese
- 18 giugno - Hans Nicolussi Caviglia, calciatore italiano
- 18 giugno - Valentin Retailleau, ciclista su strada e ciclocrossista francese
- 18 giugno - Clément Vidal, calciatore francese
- 18 giugno - Petrez Williams, calciatore nevisiano
- 19 giugno - Daniel Arroyave, ciclista su strada colombiano
- 19 giugno - Aleix García, canottiere spagnolo
- 19 giugno - Kanak Jha, tennistavolista statunitense
- 19 giugno - Tess Johnson, sciatrice freestyle statunitense
- 19 giugno - Vít Krejčí, cestista ceco
- 19 giugno - Sydney Lohmann, calciatrice tedesca
- 19 giugno - Emanuel Miller, cestista canadese
- 19 giugno - Leo Neugebauer, multiplista tedesco
- 19 giugno - Nicolai Remberg, calciatore tedesco
- 20 giugno - Rahmat Akbari, calciatore afghano
- 20 giugno - Mitchel Bakker, calciatore olandese
- 20 giugno - Roko Baturina, calciatore croato
- 20 giugno - Matthew Boling, velocista statunitense
- 20 giugno - Mischa Bredewold, ciclista su strada olandese
- 20 giugno - Kevin Csoboth, calciatore ungherese
- 20 giugno - Dídac Cuevas, cestista spagnolo
- 20 giugno - Bongokuhle Hlongwane, calciatore sudafricano
- 20 giugno - Mohanad Ali, calciatore iracheno
- 20 giugno - Christian Koloko, cestista camerunese
- 20 giugno - Ofelia Passaponti, modella italiana
- 20 giugno - Andrea Stojadinov, judoka serba
- 20 giugno - Ole Romeny, calciatore olandese
- 20 giugno - Rachad Wildgoose, ex giocatore di football americano statunitense
- 21 giugno - Natalie Alyn Lind, attrice statunitense
- 21 giugno - Rae Burrell, cestista statunitense
- 21 giugno - Florian Danho, calciatore francese
- 21 giugno - Valentin Gendrey, calciatore francese
- 21 giugno - Roy Herman, calciatore israeliano
- 21 giugno - Iker Kortajarena, calciatore spagnolo
- 21 giugno - Ángel Márquez, calciatore messicano
- 21 giugno - Kamil Piątkowski, calciatore polacco
- 21 giugno - Dante Polvara, calciatore statunitense
- 21 giugno - Nikola Sibiak, pistard polacca
- 22 giugno - Lorenz Assignon, calciatore francese
- 22 giugno - Mizgin Ay, velocista turca
- 22 giugno - Giannīs Christopoulos, calciatore greco
- 22 giugno - Lukáš Dostál, hockeista su ghiaccio ceco
- 22 giugno - Amari Gainer, giocatore di football americano statunitense
- 22 giugno - Jonathan González, calciatore uruguaiano
- 22 giugno - Diego Hernández, calciatore uruguaiano
- 22 giugno - Cameron McGrone, giocatore di football americano statunitense
- 22 giugno - Vanessa Panzeri, calciatrice italiana
- 22 giugno - Edgaras Utkus, calciatore lituano
- 23 giugno - Lia Apostolovski, altista slovena
- 23 giugno - Earl Cave, attore britannico
- 23 giugno - Ahmad Ghali, calciatore nigeriano
- 23 giugno - Ibrahim Kane, calciatore maliano
- 23 giugno - Kennedy Egbus Mikuni, calciatore giapponese
- 23 giugno - Philipp Raimund, saltatore con gli sci tedesco
- 23 giugno - Julian Valarino, calciatore gibilterriano
- 23 giugno - John Yeboah, calciatore ecuadoriano
- 23 giugno - Daniël van Kaam, calciatore olandese
- 24 giugno - Antoine Baroan, calciatore francese
- 24 giugno - Nuria Brancaccio, tennista italiana
- 24 giugno - Lucas Esteves, calciatore brasiliano
- 24 giugno - Thomas Gogois, triplista francese
- 24 giugno - David Heidenreich, calciatore ceco
- 24 giugno - Abdelkahar Kadri, calciatore algerino
- 24 giugno - Anastasija Kirpičnikova, nuotatrice russa
- 24 giugno - Arnau Parrado, cestista spagnolo
- 24 giugno - Ostap Prytula, calciatore ucraino
- 24 giugno - Nehuén Pérez, calciatore argentino
- 24 giugno - Tyler Steen, giocatore di football americano statunitense
- 24 giugno - Juanyeh Thomas, giocatore di football americano statunitense
- 25 giugno - Samy Benchama, calciatore francese
- 25 giugno - Iman Benson, attrice statunitense
- 25 giugno - Péter Gálicz, nuotatore ungherese
- 25 giugno - Philip Heijnen, pistard e ciclista su strada olandese
- 25 giugno - Marcus Meloni, calciatore brasiliano
- 25 giugno - Rosa Vicens Mas, tennista spagnola
- 26 giugno - Sophia Braun, calciatrice argentina
- 26 giugno - Ismael Cortéz, calciatore argentino
- 26 giugno - Alessia Crippa, skeletonista italiana
- 26 giugno - Tuur Dens, pistard e ciclista su strada belga
- 26 giugno - Franz Gonzales, calciatore boliviano
- 26 giugno - Ann Li, tennista statunitense
- 26 giugno - Andrey Nunes dos Santos, calciatore brasiliano
- 26 giugno - Ioan-Călin Revenco, calciatore moldavo
- 26 giugno - Adolf Selmani, calciatore albanese
- 26 giugno - Rafael Tavares, calciatore brasiliano
- 26 giugno - Edgar Vallet, combinatista nordico francese
- 27 giugno - Adam Carlén, calciatore svedese
- 27 giugno - Kastriot Imeri, calciatore svizzero
- 27 giugno - Matúš Kmeť, calciatore slovacco
- 27 giugno - Marcus Lindberg, calciatore danese
- 27 giugno - Braian Ojeda, calciatore paraguaiano
- 27 giugno - Chris Olave, giocatore di football americano statunitense
- 27 giugno - Liam Udom, cestista italiano
- 27 giugno - Nail' Umjarov, calciatore russo
- 28 giugno - Isaac Guerendo, giocatore di football americano statunitense
- 28 giugno - Axel Gómez, calciatore honduregno
- 28 giugno - Igor Paixão, calciatore brasiliano
- 28 giugno - Jemali-Giorgi Jinjolava, calciatore georgiano
- 28 giugno - Sara Madera, cestista italiana
- 28 giugno - Melvine Malard, calciatrice francese
- 28 giugno - Scott Matlock, giocatore di football americano statunitense
- 28 giugno - Yair Mena, calciatore colombiano
- 28 giugno - Jarrett Patterson, giocatore di football americano statunitense
- 28 giugno - Alissa Ranuccini, rugbista a 15 italiana
- 28 giugno - Yukinari Sugawara, calciatore giapponese
- 28 giugno - Maksym Talovjerov, calciatore ucraino
- 29 giugno - Shawn Adewoye, calciatore belga
- 29 giugno - Lina Alsmeier, pallavolista tedesca
- 29 giugno - Queen Egbo, cestista statunitense
- 29 giugno - Redmond Gerard, snowboarder statunitense
- 29 giugno - Ivan Girëv, nuotatore russo
- 29 giugno - Euan Henderson, calciatore scozzese
- 29 giugno - Digga D, rapper britannico
- 29 giugno - Haneen Ibrahim, nuotatrice sudanese
- 29 giugno - Oleksij Kaščuk, calciatore ucraino
- 29 giugno - Angela Procida, nuotatrice, paraciclista e ingegnere Biomedico italiana
- 29 giugno - Christian Rasmussen, pilota automobilistico danese
- 29 giugno - Joachim Rothmann, calciatore danese
- 29 giugno - Sambou Sissoko, calciatore maliano
- 29 giugno - Ramiro Sordo, calciatore argentino
- 29 giugno - Pedro Rangel, calciatore brasiliano
- 29 giugno - Léo Pereira, calciatore brasiliano
- 30 giugno - Brian Bayeye, calciatore congolese (Repubblica Democratica del Congo)
- 30 giugno - Alessandro Busti, calciatore canadese
- 30 giugno - Flynn Cameron, cestista neozelandese
- 30 giugno - Chevonne Forgan, slittinista statunitense
- 30 giugno - Marcus Hammond, cestista statunitense
- 30 giugno - Anthony Harding, tuffatore britannico
- 30 giugno - Michalīs Iōannou, calciatore cipriota
- 30 giugno - Jonah Laulu, giocatore di football americano statunitense
- 30 giugno - Sergio Núñez, calciatore uruguaiano
- 30 giugno - Ricky Petrucciani, velocista svizzero
- 30 giugno - Ádám Somogyi, cestista ungherese
- 30 giugno - Søren Tengstedt, calciatore danese
- 30 giugno - Calan Williams, pilota automobilistico australiano
- 30 giugno - Ísak Óli Ólafsson, calciatore islandese